# Jufain Al-Bishi
Jufain Al-Bishi (Gedda, 1º maggio 1987) è un ex calciatore saudita, di ruolo difensore.

## Palmarès

### Club

#### Competizioni nazionali
- Coppa del Principe della Corona saudita: 1

Al Ahli: 2007
- Coppa del Principe Faysal bin Fahd: 1

Al Ahli: 2007
- Coppa del Re dei Campioni: 2

Al Ahli: 2011,2012

#### Competizioni internazionali
- Coppa dei Campioni del Golfo: 1

Al Ahli: 2008

### Nazionale
- Coppa delle Nazioni del Golfo Under-23: 1

Arabia Saudita 2008